# لیدن ۱۲۴۹۰
سیارک ۱۲۴۹۰ (به انگلیسی: 12490 Leiden، نامگذاری:1997JB13) دوازده هزار و چهارصد و نودمین سیارک کشف شده‌است که در ۳ مه ۱۹۹۷ کشف شد.
قدر مطلق سیارک برابر ۱۸.۶ است.